# Gros-Islet
Gros-Islet är ett kvarter i Saint Lucia. Det ligger i den norra delen av landet. Antalet invånare är 20 892. Arean är 101 kvadratkilometer. Gros-Islet ligger på ön Saint Lucia. Gros-Islet gränsar till Castries.
Terrängen i Gros-Islet är huvudsakligen kuperad, men österut är den platt.
Följande samhällen finns i Gros-Islet:
- Gros Islet
- Cap Estate